# Chlorops syriacus
Chlorops syriacus är en tvåvingeart som beskrevs av Becker 1910. Chlorops syriacus ingår i släktet Chlorops och familjen fritflugor. Inga underarter finns listade i Catalogue of Life.